# Saint George (Dominica)
Saint George ist ein Parish auf der Insel Dominica. Das Parish hat 20.920 Einwohner auf einer Fläche von 56,1 km². Der Roseau River entspringt im Hochland im Innern der Insel, fließt durch Roseau und dann ins Meer.

## Orte
- Laudat
- Roseau